# Маноилова дупка
Маноилова дупка или Мануиловата пещера е пещера край село Рибново, община Гърмен, област Благоевград, България.
Дълга е 2175 m (-115 м денивелация) и се намира на 1107 m надморска височина. Те е най-дългата пещера в Дъбрашкия дял на Западните Родопи. Разположена е на долния склон на Рибновско дере. Входът гледа на север и е разположен на 4,3 m над леглото на дерето.
Пещерата е двуетажна, като етажите се разклоняват на 300 метра от входа. По долния етаж на пещерат текат водите на Рибновско дере, които близо до Рибново излизат на повърхността под формата на карстови извори. Водният етаж представлява комплекс от коридори, малки зали, водопади и прагове.
Сухият, горен, етаж започва с Галерията на прилепите и само след няколко завоя на галерията се стига до богато украсена зала с малко езеро. След тази зала се стига до друга, наречена Дружба, която е засипана от кален блокаж. В южния край на залата има голямо стеснение, което отвежда до 7,5-метров праг. Следва галерия с три езера с дълбочина до 1,5 метра. Към края тя става все по-ниска, а подът е покрит със слой глина.
Средната годишна температура в пещерата е 8,7 °C. Обитава се от прилепи. Маноилова дупка е трудна за проникване.